# Marco Maisano
Marco Maisano (Cinquefrondi, 18 aprile 1989) è un autore televisivo, giornalista e conduttore televisivo italiano.

## Biografia
Nato in provincia di Reggio Calabria, da madre calabrese e padre piemontese, si trasferisce all'età di 11 anni con la famiglia in Toscana, ad Arezzo. Dopo il diploma nel 2009, si iscrive alla Facoltà di Giurisprudenza all'Università degli Studi di Roma "La Sapienza". Durante il secondo anno decide di trasferirsi a Fes, in Marocco. Qui studia e impara la lingua araba, continuando tuttavia gli studi in legge. Nel 2014 parte per il Kurdistan iracheno, dove realizza un documentario al fianco delle truppe Peshmerga impegnate a contrastare l'avanzata dello Stato Islamico.
Dopo la laurea nel 2015 comincia a collaborare come inviato per il sito del quotidiano il Giornale.
Nello stesso anno diventa inviato del programma di Italia 1 Le Iene, dove esordisce con un servizio in cui intervista 3 terroristi dell'ISIS detenuti all'interno di un carcere in Iraq. Realizza poi servizi in Afghanistan, Libia, Marocco, Siria, Filippine, Tunisia, Israele e Palestina.
Il 30 luglio del 2017 lascia Mediaset per approdare a Rai 2, come inviato per il programma Nemo - Nessuno escluso.
Nel 2019 dà vita al suo programma Piacere Maisano su TV8, in cui lo stesso Maisano intraprende viaggi in Italia e nel mondo per raccontare i grandi temi di attualità: il cambiamento climatico, la religione, le nuove frontiere dell'alimentazione e per far scoprire al pubblico i luoghi meno accessibili del pianeta. Nel marzo del 2020 realizza uno speciale di 4 puntate sulla pandemia di COVID-19 in Italia.
Nel 2021 a causa della pandemia da coronavirus e delle conseguenti restrizioni su viaggi e spostamenti dà vita allo spin-off di Piacere Maisano, andando in onda con Permesso Maisano.
Nel 2022 collabora con Radio Deejay e scrive il podcast The Italian Job, serie in cui racconta le vite dei più grandi geni della truffa della storia d'Italia. Nello stesso anno realizza un altro podcast di stampo investigativo sul caso di Unabomber. Grazie al lavoro del giornalista, il 22 novembre 2022 la magistratura di Trieste ha annunciato la riapertura delle indagini.
Nel 2024 appare come autore di servizi per la trasmissione televisiva Report su Rai 3.

## Programmi televisivi
- Le Iene, Italia 1 (2015-2017)
- Nemo - Nessuno escluso, Rai 2 (2017-2018)
- Realiti - Siamo tutti protagonisti, Rai 2 (2019)
- Piacere Maisano, TV8 (2019-in corso)
- Permesso Maisano, TV8 (2021)
- Report, Rai 3 (2024- in corso)

## Podcast
- The Italian Job (2022)
- Fantasma - Il caso Unabomber (2022)
- L'isola che non c'era - La favola nera del Forteto (2023)
- Bestie (2024)
- Ma perché (in corso)
- In Real Life (in corso)